# Phrynobatrachus sternfeldi
Phrynobatrachus sternfeldi är en groddjursart som först beskrevs av Ahl 1924.  Phrynobatrachus sternfeldi ingår i släktet Phrynobatrachus och familjen Phrynobatrachidae. IUCN kategoriserar arten globalt som otillräckligt studerad. Inga underarter finns listade i Catalogue of Life.